# Lee Teng-hui
Lee Teng-hui (chiń. upr. 李登辉; chiń. trad. 李登輝; pinyin Lǐ Dēnghuī; ur. 15 stycznia 1923 w Sanzhi, zm. 30 lipca 2020 w Tajpej) – polityk tajwański, przewodniczący Kuomintangu i prezydent Republiki Chińskiej (Tajwanu) w latach 1988–2000.

## Życiorys
Pochodził z grupy etnicznej Hakka. Ukończył studia na Kyoto University w Kioto. W czasie II wojny światowej służył w armii japońskiej. Przez całe życie utrzymywał silne związki z Japonią, co prowokowało często krytykę ze strony zarówno przeciwników, jak i zwolenników politycznych. Odwiedził m.in. kontrowersyjny chram Yasukuni w Tokio i publicznie deklarował, że wyspy Senkaku są terytorium japońskim.
Po wojnie ukończył Państwowy Uniwersytet Tajwański (1948), następnie wyjechał do Stanów Zjednoczonych, gdzie ukończył studia w zakresie gospodarki rolnej na Uniwersytecie Stanu Iowa (1953). W 1968 roku uzyskał doktorat na Uniwersytecie Cornella. W latach 1958–1978 był wykładowcą Uniwersytetu Tajwańskiego i Uniwersytetu Chengchi. Wieloletni członek Komisji Rozwoju Rolnictwa, inicjator i promotor wielu reform w tajwańskim rolnictwie, m.in. mechanizacji.
W 1972 roku został ministrem bez teki w gabinecie Chiang Ching-kuo. W 1978 roku wybrany burmistrzem Tajpej, następnie w latach 1981–1984 był gubernatorem prowincji Tajwan. Od 1984 roku wiceprezydent Republiki Chińskiej i zastępca prezydenta Chiang Ching-kuo. 
Po śmierci Chiang Ching-kuo w 1988 roku objął stanowisko przewodniczącego Kuomintangu (KMT) oraz – zgodnie z konstytucją – prezydenta Republiki Chińskiej. W 1990 roku wybrany prezydentem przez Zgromadzenie Narodowe, ponownie został głową państwa w 1996 roku w wyniku pierwszych w historii Tajwanu bezpośrednich wyborów prezydenckich.
Podczas prezydentury doprowadził do zmian konstytucji, w wyniku których członkowie Zgromadzenia Narodowego, od 1947 roku zasiadający w nim dożywotnio wobec niemożności przeprowadzenia ogólnochińskich wyborów, ustąpili i zostali zastąpieni przez wyłonionych w bezpośrednich wyborach następców. Dalsze poprawki (1994) zastąpiły wybór prezydenta przez Zgromadzenie Narodowe wyborami powszechnymi. W następstwie zmian i dzięki swej popularności w 1996 jako pierwszy prezydent Republiki Chińskiej został wybrany w wyborach powszechnych. 
Był pierwszym Tajwańczykiem (benshengren) pełniącym urząd przewodniczącego KMT i prezydenta Republiki Chińskiej. Doprowadził do dostosowania struktur administracyjnych państwa do samego Tajwanu (a nie całych Chin), m.in. reformując całkowicie sposób zarządzania prowincją Tajwan. Zwolennik niezależności Tajwanu od Chińskiej Republiki Ludowej, która w 1996 roku usiłowała zapobiec jego wyborowi, urządzając ćwiczenia wojskowe u wybrzeży wyspy (tzw. trzeci kryzys w Cieśninie Tajwańskiej). Uważał, że jakiekolwiek negocjacje z ChRL powinny być prowadzone jako negocjacje dwóch suwerennych krajów.
Pod koniec kadencji popadł w konflikt z Jamesem Soongiem, popularnym politykiem KMT i w wyborach prezydenckich oficjalnie poparł Lien Chana. W wyniku podziału głosów między Soonga (startował jako niezależny) i Liena, wybory wygrał pochodzący z Demokratycznej Partii Postępowej (DPP) Chen Shui-bian. Oskarżony o rozbijanie partii i umożliwienie Chenowi wygranej, wystąpił w 2000 roku z Kuomintangu i założył własną Unię Solidarności Tajwanu, ugrupowanie wspierające proniepodległościową linię DPP. Obydwie partie utworzyły Zieloną Koalicję.
W 2011 roku stanął przed sądem, oskarżony o defraudację funduszy publicznych w okresie swojej prezydentury. Trzy lata później oczyszczono go z zarzutów.